# 升味準之輔
升味 準之輔（ますみ じゅんのすけ、1926年4月1日 - 2010年8月13日）は、日本の政治学者。東京都立大学名誉教授。専門は日本政治史。

## 略歴・人物
長崎県出身。1948年、東京大学法学部卒業。東京大学研究生を経て、1952年から東京都立大学講師。1953年から同大学助教授。1963年から同大学教授。学外では、日本政治学会理事長や日本学術会議会員などを歴任した。
近現代日本の政治史・政党史の実証研究を行い、主要国の政治過程に関する比較研究に従事した。戦後日本の政党政治を「55年体制」と名づけたことで知られている。また、九条の会の活動に賛同していた。
弟子の御厨貴は、「多くの若き東大出身の政治学者が、安保問題をはじめとする現実政治批判に傾斜したのに対して、升味さんは常に一歩距離を置」き、岡義武を師と仰ぐ形で「歴史分析、いや歴史の追体験とそれへの耽溺に惹きこまれてい」ったと述べている。そのため、マスメディアにはあまり顔を見せず、『国家学会雑誌』や『都立大学法学会雑誌』などの大学紀要へ論文を発表することに注力したという。御厨は、こうした升味の様子を「既成の“左翼イデオロギー”の呪縛から自由だった」と評した。また、後年には「『日本政党史論』で著名な政治学の泰斗」とも呼んでいる。

## 著書

### 単著
- 『現代政治と政治学』（岩波書店 1964年）
- 『日本政党史論（全7巻）』（東京大学出版会 1965-80年、新装版2011年）
- 『現代日本の政治体制』（岩波書店 1969年）
- 『政治学講義（上・下）』（岩波書店 1974年）
- 『ユートピアと権力 - プラトンからレーニンまで』（東京大学出版会 1976年、増補版1986年）
- 『戦後政治――1945-55年（上・下）』（東京大学出版会 1983年）
- 『現代政治――1955年以後（上・下）』（東京大学出版会 1985年）
- 『日本政治史（1）幕末維新、明治国家の成立』（東京大学出版会 1988年）
- 『日本政治史（2）藩閥支配、政党政治』（東京大学出版会 1988年）
- 『日本政治史（3）政党の凋落、総力戦体制』（東京大学出版会 1988年）
- 『日本政治史（4）占領改革、自民党支配』（東京大学出版会 1988年）
- 『比較政治（1）西欧と日本』（東京大学出版会 1990年）
- 『比較政治（2）アメリカとロシア』（東京大学出版会 1993年）
- 『比較政治（3）東アジアと日本』（東京大学出版会 1993年）
- Contemporary Politics in Japan, trans. by Lonny E. Carlile, (University of California Press, 1995).
- 『昭和天皇とその時代』（山川出版社 1998年）
- 『なぜ歴史が書けるか』（千倉書房 2008年）

### 共著
- （ロバート・A・スカラピノ）『現代日本の政党と政治』（岩波書店 1962年）
- Parties and Politics in Contemporary Japan, with Robert A. Scalapino, (University of California Press, 1962).

### 訳書
- G・P・グーチ『イギリス政治思想（1）ベーコンからハリファックス』（岩波書店 1952年）